# Extended-Relationship-Management
Der Begriff Extended-Relationship-Management (XRM), seltener auch Anything-Relationship-Management genannt, lehnt sich an den Begriff Customer-Relationship-Management (CRM) an. XRM ist eine Strategie, die auf der Weiterentwicklung von CRM basiert. Das X steht für extended, da nicht nur Kunden (Customers), sondern beliebige Kontaktdaten (Lieferanten, Partner, Investoren etc.) sowie deren Beziehungen untereinander in einem XRM-System abgebildet werden können. Dazu kommt die Bewirtschaftung unterschiedlichster Daten wie beispielsweise Projekte, Verträge, Immobilien oder Ersatzteile. Solche komplexen Beziehungen erfordern Business-Lösungen, in denen vielfältigste Daten sichtbar und mit individuellen Geschäftsfällen und Prozessen verknüpft sind.

## Geschichte
Der Begriff XRM taucht vermutlich erstmals 1998 durch die Firma Broadvision auf. Broadvision nannte ihre strategische Produktausrichtung damals XRM.
Fälschlicherweise geht man davon aus, dass Douglas Laney, Analyst bei META Group (jetzt Gartner) den Ausdruck 2001 kreierte. Er definierte XRM als das Prinzip und die Methode, CRM Disziplinen und Technologien auf alle Geschäftsprozesse und Schlüsselbereiche einer Unternehmung anzuwenden.